# Rocío Faúndez
Rocío del Pilar Faúndez García (Santiago, 18 de diciembre de 1975) es una trabajadora social, profesora universitaria y política chilena, militante del Frente Amplio. Fue subsecretaria de la Niñez de su país, entre marzo y septiembre de 2022, bajo el gobierno del presidente Gabriel Boric.

## Biografía

### Primeros años y formación
Rocío del Pilar nació el 18 de diciembre de 1975, en Santiago, capital de Chile.
Realizó sus estudios superiores en la carrera de la trabajo social, y luego cursó una licenciatura en ciencia política en la Pontificia Universidad Católica (PUC). Asimismo, efectuó un magíster en estudios sociales y políticos latinoamericanos en la Universidad Alberto Hurtado, y un máster en ciencias políticas y sociales en la Universidad Pompeu Fabra, España.

### Carrera profesional
Ha ejercido su profesión en áreas relacionadas con la niñez y la adolescencia, así como también en temáticas de género y diversidad, inclusión en educación superior. De la misma manera, se ha desempeñado en consultorías independientes, en el Área de Estudios del Consejo Nacional de la Niñez (donde lideró el Área de Estudios del «Programa para el Acceso Inclusivo»), y en el Área de Equidad y Permanencia de la Universidad de Santiago de Chile (Usach). Además, ejerció como académica en la Universidad Alberto Hurtado durante diez años.

## Trayectoria política
Feminista y militante del partido Revolución Democrática (RD), en las elecciones parlamentarias de 2021, postuló por un cupo como diputada en representación del distrito n° 8 —compuesto por las comunas de Cerrillos, Colina, Estación Central, Lampa, Maipú, Pudahuel, Quilicura, Til Til— de la región Metropolitana de Santiago, sin resultar electa.

### Subsecretaria
En febrero de 2022 fue designada por el entonces presidente electo Gabriel Boric, como titular de la Subsecretaría de la Niñez en el Ministerio de Desarrollo Social y Familia, función que asumió el 11 de marzo de dicho año, con el inicio formal de la administración. El 8 de septiembre, Boric efectuó cambios en la titularidad de seis subsecretarías de Estado, entre las cuales estaba la de la Niñez, siendo sustituida por la militante del Partido por la Democracia (PPD), Yolanda Pizarro.

## Historial electoral

### Elecciones parlamentarias de 2021
- Elecciones parlamentarias de 2021, candidata a diputada por el distrito 8 (Cerrillos, Colina, Estación Central, Lampa, Maipú, Til Til, Pudahuel y Quilicura)[5]

| Candidato                   | Pacto                          | Partido | Votos  | %     | Resultados |
| --------------------------- | ------------------------------ | ------- | ------ | ----- | ---------- |
| Carmen Hertz Cádiz          | Apruebo Dignidad               | PCCh    | 48 806 | 10,38 | Diputada   |
| César Leiva Rubio           | Independiente (Fuera de Pacto) | Ind.    | 34 704 | 7,38  |            |
| Joaquín Lavín León          | Chile Podemos Más              | UDI     | 33 111 | 7,04  | Diputado   |
| Claudia Mix Jiménez         | Apruebo Dignidad               | COM     | 24 261 | 5,16  | Diputada   |
| Viviana Delgado Riquelme    | Partido Ecologista Verde       | PEV     | 20 036 | 4,26  | Diputada   |
| Agustín Romero Leiva        | Frente Social Cristiano        | PRCh    | 17 112 | 3,64  | Diputado   |
| Alberto Undurraga Vicuña    | Nuevo Pacto Social             | PDC     | 17 086 | 3,63  | Diputado   |
| Rocío Faúndez García        | Apruebo Dignidad               | RD      | 12 713 | 2,70  |            |
| Cristián Labbé Martínez     | Chile Podemos Más              | UDI     | 11 795 | 2,51  | Diputado   |
| Pablo Vidal Rojas           | Nuevo Pacto Social             | ILAH    | 10 711 | 2,28  |            |
| Rubén Oyarzo Figueroa       | Partido de la Gente            | PDG     | 6943   | 1,48  | Diputado   |
| Camilo Morán Bahamondes     | Chile Podemos Más              | RN      | 6719   | 1,43  |            |
| Jean Pierre Bonvallet Setti | Frente Social Cristiano        | PRCh    | 5367   | 1,14  |            |
| Julio Salas Gutiérrez       | Apruebo Dignidad               | ILYQ    | 4478   | 0,95  |            |